# Melanodrymiidae
Melanodrymiidae là một họ động vật chân bụng trong lớp Vetigastropoda (theo Phân loại Động vật chân bụng Bouchet & Rocroi, 2005).

## Các chi và loài
Các chi và loài trong họ Melanodrymiidae gồm:
- Leptogyra Bush, 1897[2]
- Leptogyropsis Marshall, 1988[2]
- Melanodrymia Hickman, 1984 - type genus
- Xyleptogyra Marshall, 1988[2]